# ماري ليتل كوبر
ماري ليتل كوبر (بالإنجليزية: Mary Little Cooper)‏ هي قاضية ومحامية أمريكية، ولدت في 1946 في فوند دو لاك في الولايات المتحدة.